# Roscoe (rappeur)
Pour les articles homonymes, voir Roscoe.
Roscoe, abrégé Scoe, de son vrai nom David Williams, né en 1983 à Philadelphie en Pennsylvanie, est un rappeur américain. Il est le frère de Kurupt, membre du groupe Tha Dogg Pound.

## Biographie
David est originaire de Philadelphie en Pennsylvanie. À 15 ans, il est présenté dans la scène hip-hop par son frère et rappeur Kurupt, ancien associé du label Death Row Records et membre du groupe Tha Dogg Pound. Inspiré par son frère, David accompagne souvent Kurupt en session d'enregistrement. Roscoe s'essaye au rap puis participe à l'album Tha Streetz Iz a Mutha de Kurupt. Le single I Love Cali se classe 90e des Hot RnB/Hip-Hop Songs.
Le producteur Daz Dillinger, impressionné par la performance du jeune rappeur, l'aide à publier sa première mixtape, When the Pain Inflict le 14 octobre 2001,. Bien accueilli dans le circuit underground, Roscoe signe au label Priority Records afin d'y publier son premier album.
Le premier album de Roscoe, Young Roscoe Philaphornia, est publié le 10 juin 2003. Il atteint la 148e place du Billboard 200. L'album est enregistré avec l'aide des producteurs Soopafly et Organized Noize, et originellement prévu pour 2002, mais par la suite repoussé pour 2003. Le single Smooth Sailin' se classe 73e des Hot RnB/Hip-Hop Songs.
Scoe signe de nouveau chez Priority Records à travers le label Doggystyle Records de Snoop Dogg. Le 17 octobre 2013, Scoe publie la mixtape The Influence, qui fait participer Xzibit et Kendrick Lamar, ainsi que Best Kept Secret, Bink!, Charlie Red 3000, Fingazz, Hi-Tek, Jahlil Beats, Jake One, Just Blaze, Mike WiLL Made It, Nottz, Statik Selektah et Tone Mason à la production.

## Discographie

### Albums studio
- 2003 : Young Roscoe Philaphornia
- 2006 : I Luv Cali
- 2008 : Stray Dogg: Off Tha Leash, Off Tha Chain

### Albums collaboratifs
- 2008 : Armz Up (avec Bulletz & AK)
- 2009 : The Frank and Jess Story (avec Kurupt)

### Mixtapes
- 2001 : When The Pain Inflict
- 2009 : Philaphornia Pt. 2 Tha Philly Fanatic

### Singles
- 2000 : I Love Cali
- 2003 : Smooth Sailin'

### Featurings
- 2006 : Gun Clappin de Ca$his featuring Kurupt, Jayo Felony, Young Roscoe et Rikanatti, extrait de l'album Grind Entertainment Presents: Ca$his of Shady Records